# 1920-as évek
Évszázadok: 19. század · 20. század · 21. század
Évtizedek: 1870-es évek · 1880-as évek · 1890-es évek · 1900-as évek · 1910-es évek · 1920-as évek · 1930-as évek · 1940-es évek · 1950-es évek · 1960-as évek · 1970-es évek
Évek: 1920 · 1921 · 1922 · 1923 · 1924 · 1925 · 1926 · 1927 · 1928 · 1929

## Események
- 1920: a trianoni békeszerződés aláírása, Magyarország elveszti területei kétharmadát.
- 1920: Mahátma Gandhi polgári engedetlenségi mozgalmat indít Indiában.
- 1921: Vlagyimir Iljics Lenin bevezeti az új gazdaságpolitikát (NEP) a Szovjetunióban.
- 1921: Csehszlovákia, Románia és a Szerb–Horvát–Szlovén Királyság létrehozza a kisantantot.
- 1922: megalakul az Ír Szabadállam.
- 1922: a római menetelés során Benito Mussolini ragadja magához a hatalmat Olaszországban.
- 1922: véget ér az orosz polgárháború, megalakul a Szovjetunió.
- 1923: megdől az Oszmán Birodalom, s megalakul a modern Törökország.
- 1923: Adolf Hitler sikertelen hatalomátvételi kísérlete (sörpuccs) Németországban.
- 1924: kidolgozzák az első világháborús német jóvátétel fizetésének rendjét (Dawes-terv).
- 1924: Vlagyimir Iljics Lenin halála, pártharcok kezdődnek a Szovjetunióban, melyekből Joszif Sztálin kerül ki győztesen.
- 1925: Mussolini fasiszta diktatúrát vezet be Olaszországban.
- 1925: a locarnói egyezmény aláírása: Németország elismeri nyugati határait.
- 1925: kiadják Adolf Hitler Mein Kampf című könyvét.
- 1927: Charles Lindbergh az első ember, aki átrepüli az Atlanti-óceánt.
- 1927: polgárháború tör ki Kínában a Kuomintang és a Kommunista Párt között.
- 1927: Joszif Sztálin leszámol Lev Trockijjal.
- 1927: A dzsesszénekes, az első egész estéts hangosfilm bemutatása.
- 1928: Alexander Fleming felfedezi a penicillint.
- 1928: a Kellogg-Briand-paktum aláírása, melyben 54 állam lemond a háború indításának jogáról.
- 1929: a lateráni egyezmény aláírása, mellyel a Vatikán újra független állam lesz.
- 1929: az első ötéves terv a Szovjetunióban.
- 1929: a Young-terv módosítja a német jóvátételi kötelezettséget, kitolva a végső visszafizetést 1989-ig.
- 1929: a Szerb–Horvát–Szlovén Királyságból megalakul Jugoszlávia.
- 1929: aláírják a genfi egyezmények hadifoglyokkal való bánásmódról szóló cikkelyeit.
- 1929: a "fekete csütörtök", a New York-i tőzsde összeomlása, a nagy gazdasági világválság kezdete.

## A világ vezetői
- Amerikai Egyesült Államok: Thomas Woodrow Wilson elnök (1921-ig), Calvin Coolidge elnök (1923-1929), Herbert Hoover elnök (1929-től)
- Csehszlovákia: Tomáš Masaryk elnök
- Egyesült Királyság: V. György király, David Lloyd George miniszterelnök (1922-ig), Stanley Baldwin miniszterelnök (1923-1924, 1924-1929), Ramsay MacDonald miniszterelnök (1924, 1929-től)
- Egyiptom: I. Fuád király (1922-től, előtte helytartó szultán)
- Franciaország: Raymond Poincaré elnök (1920-ig) miniszterelnök (1922-1924, 1926-1929, Alexandre Millerand elnök (1920-1924), Georges Clemenceau miniszterelnök (1920-ig), Aristide Briand miniszterelnök (1921-1922, 1925-1926, 1929)
- Irán (Perzsia): Reza Pahlavi sah (1925-től)
- Japán: Hirohito császár (1926-tól)
- Jugoszlávia (1929-ig Szerb-Horvát-Szlovén Királyság): I. Sándor király (1921-től)
- Kínai Köztársaság: Csang Kaj-sek elnök (1928-tól)
- Lengyelország: Józef Piłsudski elnök (1922-ig, 1926-tól)
- Magyarország: Horthy Miklós kormányzó (1920-tól), Simonyi-Semadam Sándor miniszterelnök (1920), Teleki Pál miniszterelnök (1920-1921), Bethlen István miniszterelnök (1921-től)
- Németország: Friedrich Ebert elnök (1925-ig), Paul von Hindenburg elnök (1925-től)
- Olaszország: III. Viktor Emánuel király, Benito Mussolini miniszterelnök (1922-től)
- Oszmán Birodalom: VI. Mehmed szultán (1922-ig), II. Abdul-Medzsid kalifa (1922-1924)
- Románia: I. Ferdinánd király (1927-ig), I. Mihály király (1927-től), Ion I. C. Brătianu miniszterelnök (1922-1926, 1927)
- Spanyolország: XIII. Alfonz király, Miguel Primo de Rivera miniszterelnök (1923-tól)
- Szovjetunió (1922-ig Szovjet-Oroszország): Vlagyimir Iljics Lenin elnök (1924-ig), Joszif Sztálin főtitkár (1922-től)
- Törökország: Mustafa Kemal Atatürk elnök (1920-tól)